# Rio Mosquito
O rio Mosquito é um curso de água que nasce no município de Serranópolis de Minas, no norte de Minas Gerais sobre a serra do Espinhaço. O rio corta outros municípios como Porteirinha, cidade esta que tem neste rio sua principal fonte de água. O rio mosquito é um rio de planalto em origem, o que lhe confere um curso raso e com poucos meandros ao longo de seu curso. Pode-se dizer que suas águas são lênticas, isto é, de baixa velocidade dado os poucos desníveis substanciais em seu trajeto, exceto junto à sua montante (Serra do talhado), no Parque Estadual de Serra Nova.
É um rio que apresenta profundidades variáveis, sendo o trajeto mais raso o trecho por que passa pelo sítio urbano de Porteirinha. As águas do rio são escuras, pouca quantidade de areia em seu leito, largura também variável de aproximadamente 10 metros. O rio, no seu curso, tem sua foz no rio Gorutuba, sendo o principal afluente deste. Na confluência dos rios forma uma área razoável de inundação, sendo esta suavizada, em partes, pela construção de diques ao longo da margem direito do Rio Gorutuba e ao longo da margem esquerda do Rio Mosquito.